# Sommens Mössfabrik
AB Sommens Mössfabrik är en tidigare konfektionsindustri i Sommen. Revs mitten augusti 2023. 
Fabrikören Elias Baard grundade företaget i Sommen 1921. År 1943 omvandlades företaget till aktiebolag och uppfördes en stor och modern fabriksbyggnad i Sommen vid Trehörnavägen med Elis Baard som vd och sonen Axel (född 1915) som disponent. Företaget hade 50 anställda 1947. 
Mössfabriken köptes 1975 av AB Oscar Wigén i Tranås.